# Micraglossa flavidalis
Micraglossa flavidalis là một loài bướm đêm trong họ Crambidae.